# Yasuaki Kurata
Yasuaki Kurata (jap. 倉田 保昭 Kurata Yasuaki; ur. 20 marca 1946 w prefekturze Ibaraki) – japoński aktor. W swojej karierze zagrał w ponad 90 filmach.

## Filmografia

### Jako aktor

#### Filmy pełnometrażowe
| Rok  | Tytuł                     | Rola                 |
| ---- | ------------------------- | -------------------- |
| 1972 | Pa shan hu                |                      |
| 1972 | E ke                      | Katsu                |
| 1972 | Xiao quan wang            | Tu Pien              |
| 2009 | Incydent                  | Taro Watagawa        |
| 2010 | Powrót legendarnej pięści | Tsuyoshi Chikaraishi |
| 2011 | Red tears - kōrui         | Genjiro Mishima      |
| 2012 | Da Shang Hai              | Nishino              |
| 2013 | Gniew Vajry               | Amano Kawao          |
| 2015 | Kiri: Shokugyō Koroshiya  | Endo                 |
| 2017 | Bóg wojny                 | Kumosawa             |

### Jako scenarzysta

#### Filmy pełnometrażowe
| Rok  | Tytuł               |
| ---- | ------------------- |
| 2003 | Kōryū: Ierō doragon |

### Jako producent

#### Filmy pełnometrażowe
| Rok  | Tytuł                                       | Uwagi                             |
| ---- | ------------------------------------------- | --------------------------------- |
| 1989 | Bloodfight                                  |                                   |
| 2003 | Kōryū: Ierō doragon                         | Jako producent wykonawczy         |
| 2006 | Origin: Spirits of the Past                 |                                   |
| 2006 | Masutā obu sandā: Kessen!! Fuuma ryuuko-den |                                   |
| 2011 | Red tears - kōrui                           | Również jako producent wykonawczy |